# Endoderm
Endoderm ali endodermis je primarno krovno tkivo, ki predstavlja najbolj notranjo plast rastlinske skorje ali korteksa. Nahaja se v obliki sklenjenega kroga, ki obdaja prevajalna tkiva in posamezne parenhimatske celice. Gradijo ga kompaktne žive celice, ki so nekoliko sploščene in imajo celične stene okrepljene s hidrofobnimi snovmi ter tvorijo tako imenovan Kasparijev trak. Glavna naloga endoderma je preprečevanje pretoka vode in mineralov po apoplastu (omrežju celičnih sten in osrednjih lamel, ki povezujejo posamezne celice tkiv) in preusmeritev v simplast (transportno pot, ki jo gradijo protoplasti ali živi deli rastlinskih celic). Endoderm je ločnica med skorjo in rastlinskim žiljem.
Mnoge višje rastline, razen semenk, imajo obroč endoderma dobro viden tako v steblih kot koreninah in poganjkih, pri čemer vselej obdaja žilje. Pri večini semenk (še posebej lesnatih rastlinah) se ne pojavlja v steblih in poganjkih, ampak nastopa le v tkivih korenin. Hkrati ga imajo nekateri iglavci v svojih igličastih listih (iglicah).
Endoderm pomaga pri regulaciji prehajanja vode, ionov in hormonov v in iz prevajalnega sistema. Izjemoma lahko služi kot shranjevalni prostor za škrob, nadzira gravitacijo in ščiti rastline pred strupi, ki bi potencialno zašli v prevajalna tkiva in se razširili po ostalih rastlinskih organih, ter patogenimi mikrobi iz prsti.

## Zgradba
Endoderm je najbolj notranja plast rastlinske skorje. Običajno ga gradi ena plast v krogu urejenih sodčkastih in rahlo podolgovatih celic, četudi se občasno pojavijo večplastne strukture. Navadno imajo celice v endodermu radialne primarne celične stene odebeljene s snovjo, ki je zmes suberina, lignina in kutina, četudi točna kemična sestava za zdaj še ni poznana. Ta snov ima voskaste lastnosti in je hidrofobna. V mladih endodermalnih celicah se nalaga v značilne linije, ki jih imenujemo Kasparijevi trakovi, pri čemer se lahko ti razlikujejo v debelini, a so skoraj vedno ožji od celičnih sten, na katere se nalagajo.
Trakovi so ime dobili po nemškem botaniku Robertu J. X. Casparyu, ki jih je odkril. Na nek način si lahko Kasparijeve trakove predstavljamo kot neprepustna polnila. V starejših celicah endoderma se lahko na površino celične stene nanesejo precej velike količine suberina in celice postanejo lignificirane ter tvorijo popolnoma neprepustno plast za vodo.
Nekatere rastline imajo v svojih celicah veliko amiloplastov (plastidov, ki shranjujejo škrob), kar daje endodermu v tovrstnih rastlinah tudi založno funkcijo. Pokazano je bilo, da takšne celice sodelujejo pri gravitropizmu (usmerjanju rastlinske rasti v smeri gravitacijskega pritiska).

## Funkcija
Endoderm služi kot pregrada pred prehajanjem vode in v njej raztopljenih snovi po apoplastni poti (omrežju celičnih sten). Voda lahko skozi endoderm teče le, če se preusmeri v notranjost celic (v simplast) in dvakrat preide celično membrano (prvič ob vstopu, drugič ob zapuščanju endodermalne celice). Po tem tekočina vnovično prehaja po apoplastu vse do ksilema, kjer vstopi v traheide ali traheje.
Tak sistem omogoča regulacijo vode, ki prihaja iz smeri koreninskih laskov in rastlinske skorje proti ksilemu, ki predstavlja glavno transportno pot za prevajanje vode in mineralov. Endoderm torej rastlini do neke mere dovoljuje, da nadzira potovanje vode po svojih tkivih in snovi selektivno sprejema (denimo prepreči vstop določenih ionom ali molekulam, ki bi lahko bile škodljive ali pa zgolj niso potrebne). Obenem endoderm služi kot prepreka za izstop floemskega soka iz floema.
Hkrati endoderm preprečuje vstop zračnim mehurčkom v ksilemske celice ter tako onemogoča nastanek embolij že v začetnih delih ksilema. Embolija je pojav, ko se v ksilemskih celicah (trahejah ali traheidah) pretok tekočine ustavi zaradi nastanka zračnega mehurčka in njegovega širjenja vzdolž ksilema.
V endodermu starejših rastlin bo vselej ostalo nekaj celic, ki se ne bodo popolnoma prekrile s suberinom (in tako postale neprepustne za vodo). Te celice so ključne, ker ohranijo tanjše celične stene in neprehodne Kasparijeve trakove ter še vedno omogočajo simplastni tok po protoplastih in sledeče prehajanje v ksilem. Skozi te celice v žilje potujejo tudi ioni, kot sta denimo kalcij in magnezij, ki sta raztopljena v vodi. Tovrstne celice v literaturi imenujejo tudi celice prepustnice.